# کسار (پسیخان)
کسار، روستایی است از توابع بخش مرکزی شهرستان رشت در استان گیلان ایران.
این روستا جزء دهستان پسیخان بوده و بین روستاهای خشت مسجد، بیجارکنار، ماشاتوک و پس ویشه قرار گرفته است.

## جمعیت
این روستا در دهستان پسیخان قرار دارد و براساس سرشماری مرکز آمار ایران در سال ۱۳۸۵، جمعیت آن ۵۵۷ نفر (۱۴۴خانوار) بوده‌است.